# Otto Preminger

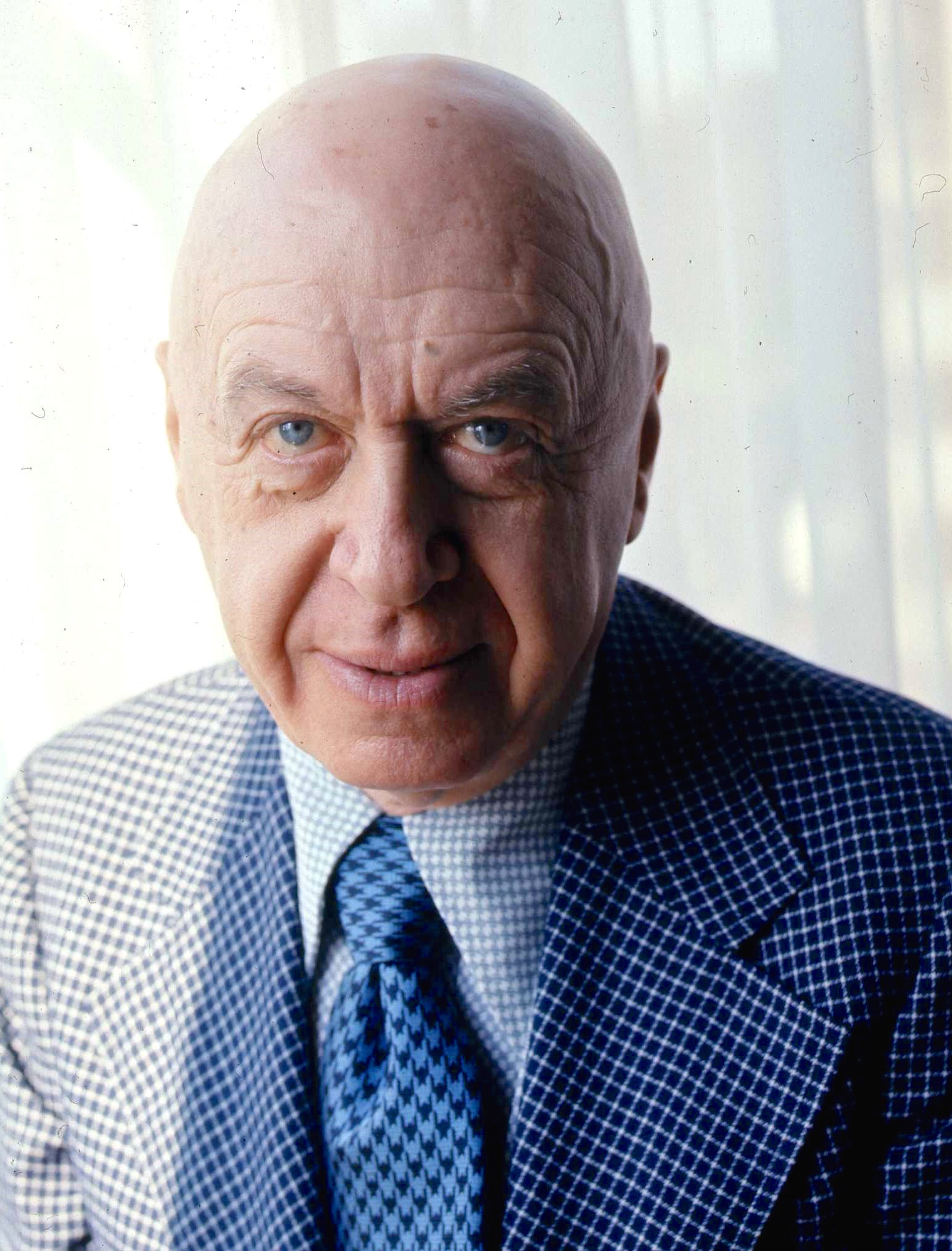
Otto Preminger (1976)

Otto Ludwig Preminger (* 5. Dezember 1905 in Wiznitz, Bukowina, Österreich-Ungarn; † 23. April 1986 in New York City, Vereinigte Staaten) war ein österreichischer Filmregisseur, Filmproduzent, Schauspieler, Theaterregisseur und Theaterdirektor mit US-amerikanischer Staatsbürgerschaft. Bekannt wurde er durch Filme wie Laura (1944), Faustrecht der Großstadt (1950), Der Mann mit dem goldenen Arm (1955), Anatomie eines Mordes (1959) und Sturm über Washington (1962), die besonders häufig damals kontroverse oder tabuisierte Themen der US-amerikanischen Gesellschaft aufgriffen.

## Leben

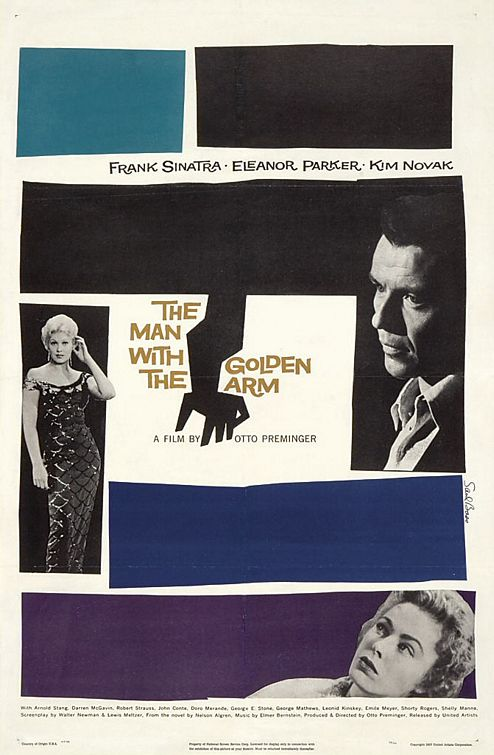
Filmplakat Der Mann mit dem goldenen Arm

Otto Preminger wurde als Sohn der assimilierten Juden Markus und Josefa Preminger geboren. Der Vater war als Staatsanwalt tätig. Während des Ersten Weltkriegs zog Markus Preminger mit seiner Familie nach Graz, um einer Invasion der zaristischen Armee und einem Leben unter russischer Besatzung zu entgehen. Über Graz gelangte er schließlich nach Wien. Preminger studierte an der Universität Wien Rechtswissenschaft und schloss 1928 mit der Promotion ab. Neben seinem Studium widmete er sich der Schauspielerei, trat in kleinen Rollen unter Max Reinhardt am Theater in der Josefstadt auf und war dessen Assistent in Salzburg. Größere Rollen spielte er unter anderem am Deutschen Theater in Prag. 1925 führte er in Aussig an der Elbe erstmals Regie. 1929 übernahm er gemeinsam mit Jakob Feldhammer die Direktion der Volksoper als „Neues Wiener Schauspielhaus“ (bis 15. Juli 1931). 1931 kehrte er als Regisseur ans Theater in der Josefstadt zurück und war dort Direktor von 1933 bis 1935.
1931 drehte Preminger seinen ersten Film, Die große Liebe, der ihn nach seinen erfolgreichen Theaterinszenierungen in Hollywood und New York weiter bekannt machte. Im Oktober 1935 ging er in die USA, drehte dort zahlreiche Kinofilme und wirkte in mehreren Filmen auch als Schauspieler mit. Er blieb jedoch auch dem Theater treu, bis in die sechziger Jahre arbeitete er als Theaterregisseur in New York. Preminger gehörte zu den vielseitigsten Regisseuren Hollywoods; er drehte Komödien, Kriminalfilme, Western und Literaturverfilmungen. Als er bei der 1938 erfolgten Verfilmung von Robert Louis Stevensons Kidnapped eigenmächtig das Drehbuch änderte, wurde er entlassen. Erst 1942 gelang ihm die Rückkehr nach Hollywood. 1944 sorgte Premingers Thriller Laura für Aufsehen. Obschon dieses Meisterwerk des Film noir im Studio auf Ablehnung stieß, fand der Film bei Publikum und Presse großen Anklang.
1953 gründete Preminger eine eigene Produktionsgesellschaft und musste so nicht mehr auf die Selbstzensur Hollywoods Rücksicht nehmen. 1955 griff er ein Tabuthema auf, als er Der Mann mit dem goldenen Arm, das Porträt eines Rauschgiftsüchtigen in den Elendsvierteln von Chicago, drehte. Nicht zuletzt sein Film Anatomie eines Mordes (1959) trug dazu bei, dass die innere Zensur immer öfter unterlaufen und schließlich aufgegeben wurde. Exodus drehte er in Israel. Bei dieser Gelegenheit empfing ihn David Ben-Gurion im Juli 1959. Der Film wurde anschließend in den USA offensiv von der Israel-Lobby beworben.
Preminger drehte auch einen der ersten Filme mit ausschließlich schwarzen Darstellern: Carmen Jones (1954) nach Georges Bizets Oper Carmen. Doch nicht allein für „schockierende“ Themen war Preminger bekannt. Seine subtile und präzise Führung der Schauspieler brachte ihm große Anerkennung. Ein zentrales Werk in Premingers Schaffen ist der Film Bonjour Tristesse (1958) nach dem gleichnamigen Roman von Françoise Sagan. Er wurde mit hymnischen Kritiken gefeiert und hatte für die späteren Regisseure der französischen Nouvelle Vague Vorbildcharakter.
1977 veröffentlichte Preminger seine Autobiography. Ab 1983 lebte er, an Alzheimer und Krebs erkrankt, zurückgezogen in Hollywood. Sein Sohn Erik Lee Preminger ist ebenfalls als Regisseur und Filmproduzent tätig, sein Bruder war der Schauspielagent und Filmproduzent Ingo Preminger. Seine Tochter Victoria Preminger, die als Produzentin von Hörbüchern für Kinder in Erscheinung trat und auch als Schauspielerin arbeitete, starb 2024.
Otto Preminger starb 1986 im Alter von 80 Jahren. Seine letzte Ruhestätte befindet sich auf dem Woodlawn Cemetery im New Yorker Stadtbezirk Bronx.

## Filmografie (Auswahl)
- 1931: Die große Liebe – Regie
- 1936: Under Your Spell – Regie
- 1937: Danger – Love at Work – Regie
- 1938: Entführt (Kidnapped) – Regie
- 1942: The Pied Piper – Darsteller
- 1943: Margin for Error – Regie/Darsteller
- 1943: They Got Me Covered – Darsteller
- 1944: In the Meantime, Darling – Regie/Produktion
- 1944: Laura (Laura) – Regie/Produktion
- 1945: Skandal bei Hofe (A Royal Scandal) (zu Ende geführt nach Krankheit von Ernst Lubitsch)
- 1945: Mord in der Hochzeitsnacht (Fallen Angel) – Regie/Produktion
- 1946: Centennial Summer – Regie/Produktion
- 1947: Amber, die große Kurtisane (Forever Amber)
- 1947: Daisy Kenyon – Regie/Produktion
- 1949: Lady Windermeres Fächer (The Fan) – Regie/Produktion
- 1950: Frau am Abgrund (Whirlpool) – Regie/Produktion
- 1950: Faustrecht der Großstadt (Where The Sidewalk Ends) – Regie/Produktion
- 1951: The 13th Letter – Regie/Produktion
- 1952: Engelsgesicht (Angel Face)
- 1953: Stalag 17 (Darsteller)
- 1953: Wolken sind überall (The Moon Is Blue) – Regie/Produktion
- 1953: Die Jungfrau auf dem Dach (deutsche Version von The Moon Is Blue)
- 1954: Fluß ohne Wiederkehr (River of No Return)
- 1954: Carmen Jones – Regie/Produktion
- 1955: Der Mann mit dem goldenen Arm (The Man with the Golden Arm) – Regie/Produktion
- 1955: Verdammt zum Schweigen (The Court-Martial of Billy Mitchell)
- 1957: Die heilige Johanna (Saint Joan) – Regie/Produktion
- 1958: Bonjour Tristesse – Regie/Produktion
- 1959: Porgy und Bess (Porgy and Bess)
- 1959: Anatomie eines Mordes (Anatomy of a Murder) – Regie/Produktion
- 1960: Exodus – Regie/Produktion
- 1962: Sturm über Washington (Advise and Consent) – Regie/Produktion
- 1963: Der Kardinal (The Cardinal) – Regie/Produktion
- 1965: Erster Sieg (In Harm’s Way) – Regie/Produktion
- 1965: Bunny Lake ist verschwunden (Bunny Lake Is Missing) – Regie/Produktion
- 1967: Morgen ist ein neuer Tag (Hurry Sundown) – Regie/Produktion
- 1968: Skidoo – Regie/Produktion
- 1970: Tell Me That You Love Me, Junie Moon – Regie/Produktion
- 1971: So gute Freunde (Such Good Friends) – Regie/Produktion
- 1975: Unternehmen Rosebud (Rosebud) – Regie/Produktion
- 1979: Der menschliche Faktor (The Human Factor) – Regie/Produktion

## Auszeichnungen
Republik Österreich:
- 4. Dezember 1935: Ritterkreuz des österreichischen Verdienstordens[4]

Locarno International Film Festival
- 1955: Preis für Carmen Jones

Hollywood Walk of Fame
- Stern auf dem Walk of Fame: 6624 Hollywood Blvd.

Im Jahr 2008 wurde in Wien-Landstraße (3. Bezirk) nahe der Teddy-Kollek-Promenade und der Billy-Wilder-Straße die Otto-Preminger-Straße nach ihm benannt.

## Dokumentarfilm über Preminger
- Preminger: Anatomy of a Filmmaker bei IMDb, 1991, Regie: Valerie A. Robins

## Retrospektive
- Retrospektive „Otto Preminger“ im Rahmen der Internationalen Filmfestspiele Berlin 1999